# Trégastel
Trégastel är en kommun i departementet Côtes-d'Armor i regionen Bretagne i nordvästra Frankrike. Kommunen ligger i kantonen Perros-Guirec som tillhör arrondissementet Lannion. År 2022 hade Trégastel 2 532 invånare.

## Befolkningsutveckling
Antalet invånare i kommunen Trégastel
Referens:INSEE

## Galleri

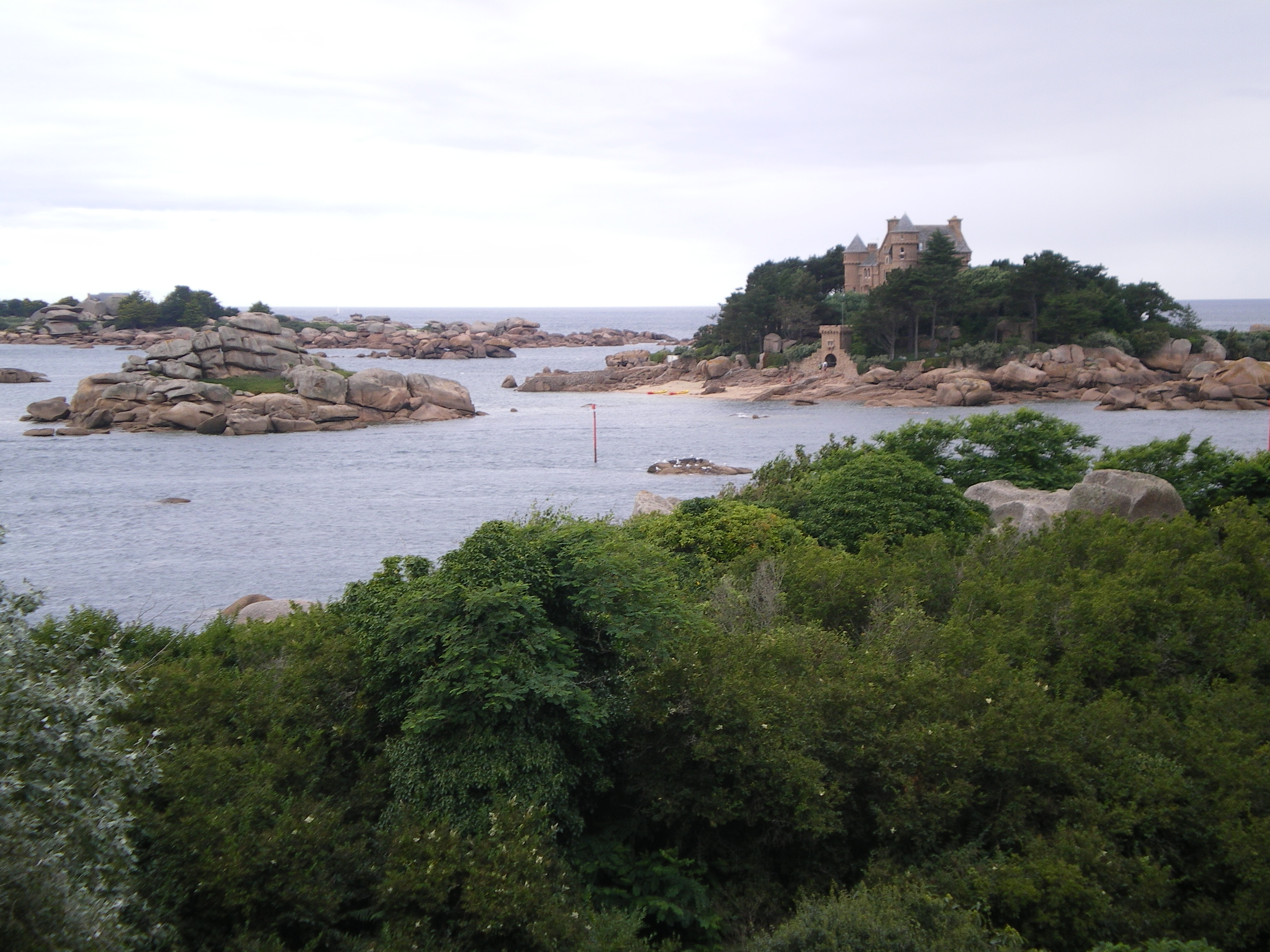
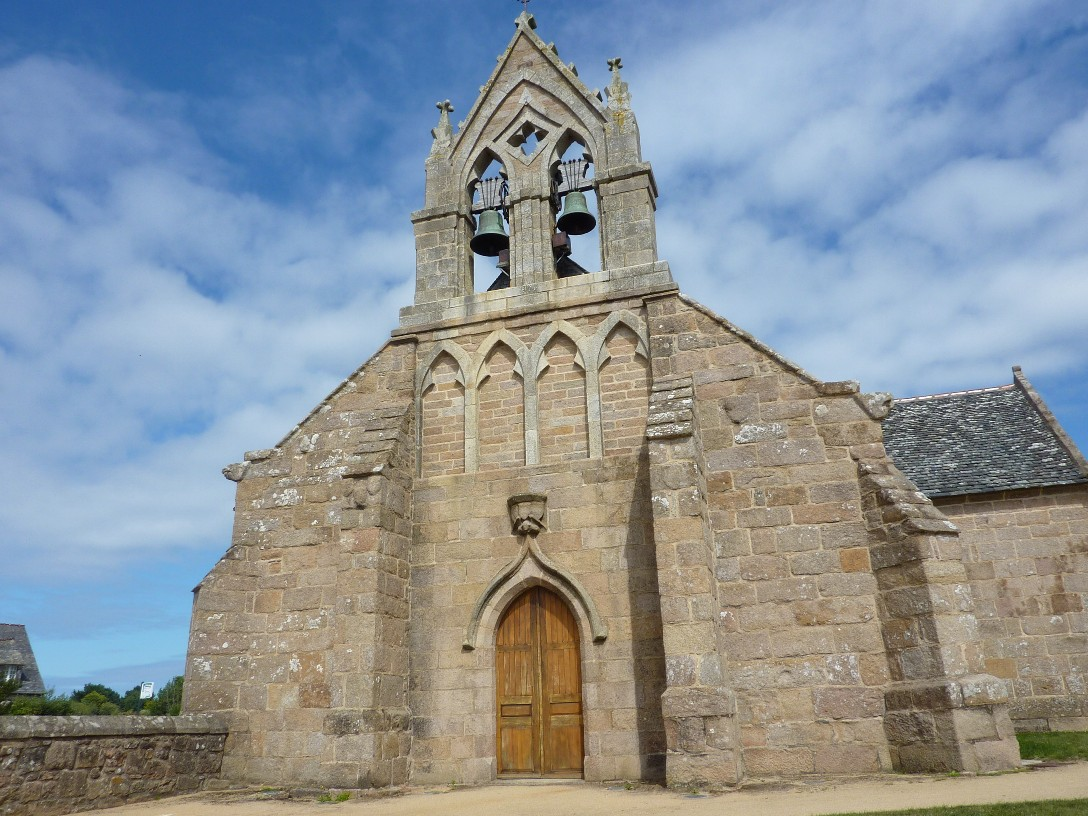